# ? (Nena)
| Recensione | Giudizio |
| ---------- | -------- |
| AllMusic   | [ 3 ]    |

? (in lingua tedesca: Fragezeichen) è il secondo album in studio del gruppo musicale tedesco Nena, pubblicato nel gennaio del 1984.

## Tracce

### LP
Lato A
1. Rette mich – 3:17 (Carlo Karges)
2. ? (Fragezeichen) – 4:28 (Nena Kerner, Jörn-Uwe Fahrenkrog-Petersen)
3. Das Land der Elefanten – 3:42 (Carlo Karges, Jörn-Uwe Fahrenkrog-Petersen)
4. Unerkannt durchs Märchenland – 3:21 (Nena Kerner, Jürgen Dehmel)
5. Küss mich wach – 2:43 (Rolf Brendel)
6. Lass mich dein Pirat sein – 4:51 (Rolf Brendel, Nena Kerner)

Lato B
1. Ich häng' an dir – 4:13 (Nena Kerner, Jörn-Uwe Fahrenkrog-Petersen)
2. Sois bienvenu – 3:22 (Rolf Brendel, Jörn-Uwe Fahrenkrog-Petersen)
3. Keine Antwort – 3:18 (Carlo Karges, Jürgen Dehmel)
4. Der Bus is' schon weg – 0:15 (Carlo Karges)
5. Es regnet – 4:45 (Carlo Karges)
6. Der Anfang vom Ende – 3:53 (Nena Kerner)

## Formazione
- Nena Kerner - voce solista
- Jörn-Uwe Fahrenkrog-Petersen - tastiere
- Carlo Karges - chitarra
- Jürgen Dehmel - basso
- Rolf Brendel - batteria

Musicista aggiunto
- Dave Sanborn - sassofono (solo nei brani: ? (Fragezeichen) e Lass mich dein Pirat sein)

Note aggiuntive
- Reinhold Heil e Manne Praeker - produttori
- Registrazioni (e mixaggio) effettuate nell'ottobre-dicembre 1983 al Spliff Studio di Berlino (Germania) (eccetto i brani: ? (Fragezeichen) e Lass mich dein Pirat sein)
- Imre Sereg e Reinhold Heil - ingegneri delle registrazioni (al Spliff Studio)
- Brani: ? (Fragezeichen) e Lass mich dein Pirat sein, registrati al A&M Studios di New York City, New York (Stati Uniti)
- Stanley Wallace e Ollie Cotton - ingegneri delle registrazioni (al A&M Studios)
- Rico Sonderegger - mastering
- Jim Rakete e Roman Stolz - copertina album[5]

## Classifica
Album
| Anno | Classifica                 | Posizione raggiunta |
| ---- | -------------------------- | ------------------- |
| 1984 | Offizielle Deutsche Charts | 1                   |

Singoli
| Anno | Titolo del brano          | Classifica                 | Posizione raggiunta |
| ---- | ------------------------- | -------------------------- | ------------------- |
| 1983 | ? (Fragezeichen)          | Offizielle Deutsche Charts | 3                   |
| 1984 | Rette mich                | Offizielle Deutsche Charts | 11                  |
| 1984 | Lass mich dein Pirat sein | Offizielle Deutsche Charts | 53                  |